# Дахабие

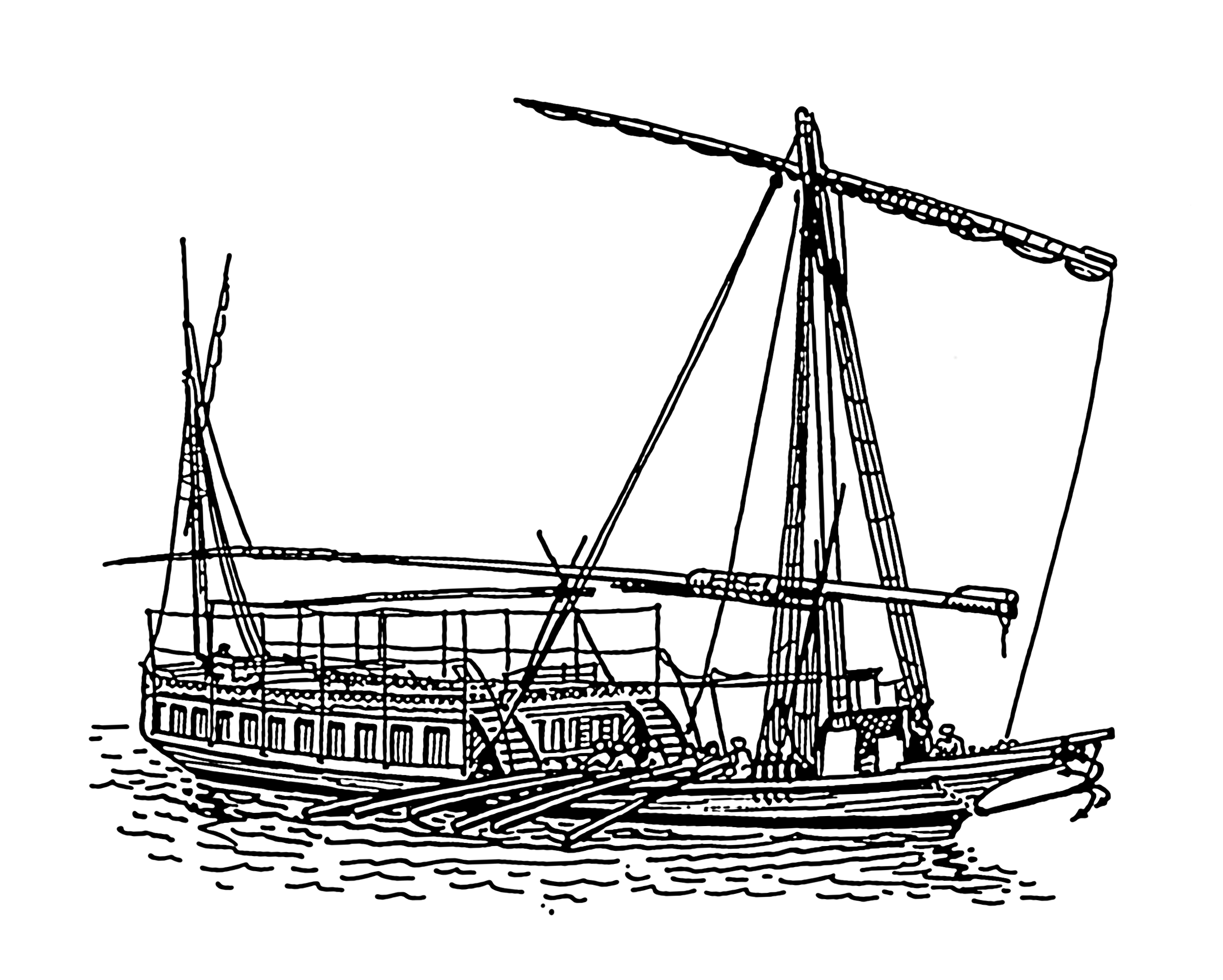
Дахабие

Дахабие — разновидность плоскодонных полуторамачтовых парусно-гребных судов, использовавшихся для вояжей по реке Нил в 1820—1920 годах зажиточными европейцами. Как правило, всплеск их интереса к Египту, как к колыбели человеческой цивилизации, был вызван неудачной кампанией Наполеона в Африке.

## Конструкция
Конструкция дахабие совмещает в себе элементы традиционного египетского судостроения с влиянием европейской инженерной мысли. Полная длина судна достигала 15 метров, ширина была около 3,5 метров. В кормовой части располагалась просторная надстройка с каютами на 8 — 10 человек. Над открытыми частями верхней палубы и над надстройкой размещался лёгкий тент, создающий тень в светлое время суток и позволяющий прогуливаться по палубе. Плоское днище позволяло легко преодолевать речные отмели. Дизайн обводов корпуса был явно построен на основе европейских идей.
Вверх по течению Нила такие суда обычно поднимались под парусами используя постоянно дующие с севера на юг ветра. Парусное вооружение в виде большого латинского паруса размещалось на главной мачте-однодеревке, которая была сдвинута к носу. На меньшей кормовой мачте поднимался треугольный гафельный парус, который обеспечивал повышение маневренности.